# Metacnephia sorkulensis
Metacnephia sorkulensis är en tvåvingeart som beskrevs av Rubtsov 1971. Metacnephia sorkulensis ingår i släktet Metacnephia och familjen knott. Inga underarter finns listade i Catalogue of Life.